# Dale Cooper
Dale Bartholomew Cooper, interpretado por el actor estadounidense Kyle MacLachlan, es un personaje ficticio y protagonista principal de la serie de televisión Twin Peaks en sus tres temporadas. Tuvo una breve aparición en la película de 1992 Twin Peaks: Fire Walk with Me, relacionada con la misma serie.
Cooper es un excéntrico agente del FBI que llega a la localidad de Twin Peaks en 1989 para investigar el asesinato de una joven llamada Laura Palmer, ganándose el cariño de la mayoría de los habitantes del pueblo. Durante su estancia en Twin Peaks, Cooper se caracteriza por sus métodos de investigación poco ortodoxos. Uno de sus hábitos más populares era grabar en una cinta mensajes constantes para una mujer llamada "Diane", personaje que nunca se revela en las dos primeras temporadas pero que aparecer en la tercera temporada interpretada por Laura Dern.
El 12 de enero de 2015 se anunció que MacLachlan retomaría el papel de Dale Cooper para la tercera temporada de la serie, estrenada en 2017. En esta nueva temporada Cooper es presentado como dos personas totalmente diferentes. MacLachlan interpreta a un vendedor de seguros llamado Dougie Jones y al agente Dale Cooper convertido en un despiadado asesino.

## Concepto y creación
El director David Lynch creó al agente Cooper en referencia a D. B. Cooper, hombre al que se le atribuyó el secuestro de un avión Boeing 727 en noviembre de 1971. MacLachlan ha afirmado que ve a Cooper como una versión más vieja de su personaje en la película Blue Velvet (1986), una colaboración previa del actor con David Lynch.
Durante la segunda temporada de Twin Peaks, la editorial Simon & Schuster publicó varios libros relacionados con la historia de la serie. Muchos detalles de la biografía del agente fueron presentados por Scott Frost, hermano del guionista Mark Frost, en una libro titulado The Autobiography of F.B.I. Special Agent Dale Cooper: My Life, My Tapes.

## Relaciones
Desde su llegada a Twin Peaks, Cooper se relacionó con la mayoría de habitantes del pueblo, especialmente con el comisario Harry S. Truman y sus ayudantes, Tommy "Hawk" Hill y Andy Brennan. Aunque Truman inicialmente se muestra reacio a los métodos poco ortodoxos de investigación de Cooper, al pasar el tiempo empieza a confiar en su buen juicio. 
A los pocos días de llegar a Twin Peaks, Cooper descubre que la joven Audrey Horne, hija de un hombre de negocios llamado Benjamin Horne está enamorada de él. Cooper siente atracción por Audrey, pero se ve obligado a rechazarla debido a su juventud. En la segunda temporada de la serie, Cooper conoce a Annie Blackburn, hermana de Norma Jennings, con la cual sostiene un romance. En el último capítulo de la temporada mencionada, Cooper debe rescatar a Blackburn de las manos del asesino serial y exagente del FBI Windom Earle.